# Focke-Wulf A 17 Möwe
Focke-Wulf A 17 Möwe – niemiecki samolot pasażerski zbudowany pod koniec lat dwudziestych XX wieku.

## Historia
Prototyp został oblatany w 1927 r. Większość zbudowanych egzemplarzy latała w Deutsche LuftHansa, służąc tam do około 1936 roku. Samolot był uważany za bardzo ekonomiczny, służył do obsługiwania połączeń na liniach Berlin-Zurych i Berlin-Paryż. Dwa egzemplarze samolotu wykorzystano do testowania silników wysokoprężnych Junkers Jumo 5.

## Konstrukcja
Samolot był zbudowany w układzie wolnonośnego grzbietopłata. Kadłub zbudowany w opariu o podłużnice z rur stalowych, w przedniej części kryty blachą, w okolicach kabiny sklejką a część ogonowa kryta płótnem. Dwuosobowa kabina załogi i ośmioosobowa kabina pasażerska była zamknięta. Usterzenie klasyczne, krzyżowe ze statecznikiem poziomym podpartym zastrzałami. Skrzydło jednoczęściowe o konstrukcji i pokryciu drewnianym. Podwozie stałe z płozą ogonową.